# Alabama State Route 27
Die Alabama State Route 27 (kurz AL 27) ist eine in Nord-Süd-Richtung verlaufende State Route im US-Bundesstaat Alabama.
Die State Route beginnt an der Florida State Road 185 südlich von Geneva und endet nach 113 Kilometern in Abbeville an der Alabama State Route 10.

## Verlauf
Die AL 27 verläuft ab der Grenze zu Florida südlich von Geneva in nördlicher Richtung und trifft in Geneva auf die State Routes 52, 85 und 196. Den Großraum von Enterprise erreicht sie nach einem Kreuz mit der Alabama State Route 192, einer Umgehungsstraße der Stadt. Im Zentrum trifft die AL 27 neben dem U.S. Highway 84 auch auf die Alabama State Routes 88, 134 und 248. Die Straße verlässt die Stadt in Richtung Nordosten und durchquert anschließend das Fort Rucker.
Östlich des Forts trifft die Alabama State Route 27 auf die Stadt Ozark und dem U.S. Highway 231 sowie den State Routes 53, 105 und 249. Ab Ozark führt die in östlicher Richtung durch die Orte Ewell und Echo. Südlich von Abbeville zweigt zunächst die Alabama State Route 173 ab und der U.S. Highway 431 wird gekreuzt. Im Zentrum von Abbeville endet die AL 27 an der State Route 10.